# ليندر بي. جونز
ليندر بي. جونز هو سياسي أمريكي، ولد في 1847 في شافتسبوري في الولايات المتحدة، وتوفي في 2 مارس 1908 في فلوريدا في الولايات المتحدة. نشط حزبياً في الحزب الجمهوري. وقد انتخب عضو مجلس ولاية كونيتيكت ‏.